# فرودگاه لیکسل
فرودگاه لیکسل (به انگلیسی: Lycksele Airport) یک فرودگاه همگانی با کد یاتا LYC است که یک باند فرود آسفالت دارد و طول باند آن ۲۰۰۱ متر است. این فرودگاه در شهر  لیکسیله کشور سوئد قرار دارد و در ارتفاع ۲۱۵ متری از سطح دریا واقع شده است.